# Copa da Romênia de Voleibol Feminino
A Copa da Romênia de Voleibol Feminino é uma competição criada pela Federação Romena de Voleibol. É disputada anualmente desde a temporada 2006-07. Atualmente, o número de participantes na fase final é de oito a doze equipes.

## Títulos por clube
| Escudo | Equipe                   | Títulos |
| ------ | ------------------------ | ------- |
|        | CSM Volei Alba Blaj      | 4       |
|        | CSU Galați               | 3       |
|        | CS Știința Bacău         | 3       |
|        | CS Dinamo București      | 2       |
|        | CSV 2004 Tomis Constanţa | 1       |
|        | CSM Târgoviște           | 1       |
|        | CSM București            | 1       |

## Títulos por distrito
| Brasão | Distrito  | Títulos |
| ------ | --------- | ------- |
|        | Galați    | 3       |
|        | Bacău     | 3       |
|        | București | 3       |
|        | Alba      | 3       |
|        | Constanţa | 1       |
|        | Dâmbovița | 1       |